# 灯塔市
灯塔市位于中国辽宁省中部，是辽阳市代管的县级市，东与本溪市毗连，北与沈阳市苏家屯区接壤，南与辽阳市区和辽阳县相连，西界浑河与沈阳市辽中区相望。地处辽东半岛北部，太子河中游，位于东北三省经济走廊核心区内和沈阳经济区中部。
市区域面积1167平方公里，下辖3个街道、10个镇、1个乡，18个社区、193个行政村。

## 历史
市名称来源于市政府驻地灯塔镇。原属辽阳县地。
1968年辽阳县并入辽阳市，设立灯塔等区。
1980年辽阳市灯塔区改为灯塔县。
1996年8月撤县设市。

## 行政区划
灯塔市下辖3个街道办事处、10个镇、1个乡：
烟台街道、万宝桥街道、古城子街道、佟二堡镇、铧子镇、张台子镇、西大窑镇、沈旦堡镇、西马峰镇、柳条寨镇、柳河子镇、大河南镇、五星镇和鸡冠山乡。

## 人口
根据第七次人口普查数据，截至2020年11月，灯塔市常住人口为35.46万人。

## 经济
2020年，灯塔市完成地区生产总值155.56亿元，比2019年增长2.5%。
灯塔市是中国重要的商品粮产地和淡水鱼养殖基地，有“北国鱼米之乡”的美誉。主产稻谷、玉米、高粱等，特产山楂。境内煤炭和铁储量较大。由于过量开採煤炭，已有部分城镇发生地陷。

## 交通
- 铁路：沈大铁路灯塔站。
- 公路： 沈海高速与 202国道过境。

## 文物保护单位
| 名称                 | 年代                 | 地址                 | 坐标                 | 图片                 | 公布                 |                      |
| 全国重点文物保护单位 | 全国重点文物保护单位 | 全国重点文物保护单位 | 全国重点文物保护单位 | 全国重点文物保护单位 | 全国重点文物保护单位 | 全国重点文物保护单位 |
| -------------------- | -------------------- | -------------------- | -------------------- | -------------------- | -------------------- | -------------------- |
| 燕州城山城           | 汉至唐               | 西大窑镇             |                      |                      | 2013                 |                      |
| 辽宁省文物保护单位   |                      |                      |                      |                      |                      |                      |
| 李兆麟将军故居       | 中华民国             | 铧子镇后屯村         |                      |                      | 2007                 |                      |
| 明长城-灯塔段        | 明                   |                      |                      |                      | 2018                 |                      |